# Japán Birodalmi Haditengerészet
A Japán Birodalmi Haditengerészet (japánul: (大日本帝國海軍 Dai-Nippon Teikoku Kaigun) vagy egyszerűbben Japán Haditengerészet (japánul: Nippon Kaigun) a Japán Birodalom tengeri hadereje volt 1869 és 1947 között, amikor az ország új alkotmányában lemondott a háborúról, mint eszközről a nemzetközi viták rendezésében. Feloszlatása után a Japán Tengerészeti Véderő vette át helyét.
A haditengerészet hadihajóit a Japán Birodalmi Haditengerészet hadihajóinak listája sorolja fel.

## A középkori eredet
A japán tengeri haderő történelme az időszámítás szerinti 3. századba nyúlik vissza. Kezdetben a japán hajók csapatokat szállítottak Korea és Japán között.
Beszámolók az első nagyobb jelentőségű japán tengeri akciókról a mongol Kubiláj kán flottáinak inváziói ellen vívott csatákról jelentek meg 1281-ben. Ekkor Japánnak még nem volt olyan haditengerészete, amely fel tudta volna venni a küzdelmet a mongol erőkkel, így a fő harcok a japán földön zajlottak. Néhány parti hajókon szállított szamuráj azonban elfoglalt néhány mongol hajót.
A 16. században Japán nagy erőfeszítéseket tett hadihajók építésére, amikor a földesurak versengtek fölényért, és több száz hajóból álló part menti flottákat építettek ki. A legnagyobb hajókat Atakebune-nek hívták. Erre az időre tehető a történelem első páncélos hajóinak megépítése, amikor Oda Nobunaga, egy földesúr hat vasborítású felépítménnyel rendelkező hajót tartott szolgálatban 1576-ban. Ezeket vaspáncélzatú hajóknak hívták. Fegyverzetük több ágyúból és nagy kaliberű egyéb tűzfegyverből állt, és ezáltal képesek voltak legyőzni a nagy, de nem páncélozott ellenséges hajókat. Nobunaga daimjó ezekkel győzte le Mori flottáját Kizu-folyó torkolatában, Oszakánál. Ezeket a hajókat inkább tekintették „úszó erődöknek”, mint igazi hadihajóknak és csak parti műveletekben használták őket.
A 17. század elején építette Japán az első „kékvízi” (óceánképes) hajóját, az első nyugati kapcsolatfelvétel után. 1614-ben Szendai földesura, egyezséget kötött a Tokugava bakufuval (katonai kormányzat, a sógunátus megnevezése), melynek értelmében az megépíti a San Juan Bautista nevű, 500 tonnás hajót, azzal a céllal, hogy a hajó egy japán követséget szállítson az amerikai kontinensre, később pedig Európába. Ugyanebben az időben, a Bakufu, ázsiai kereskedelmi céllal, körülbelül 350 "vörös vitorlás" hajót állított szolgálatába (néhány nyugati hajóépítési technológiát is felhasználva és felfegyverezve). Azonban Japán elzárkózási politikája megtiltotta óceánképes hajók építését.
A nyugati hajóépítési technológiák tanulmányozását újrakezdték az 1840-es években, és a nyugati hajóforgalom növekedésével arányosan fokozták, a kínai kereskedelem és a bálnavadászat fejlődése miatt. 1852-ben a sógun kormánya félt egy idegen betöréstől, és megkezdték az első elzárkózás utáni, modern japán hajó, a Sóhei Maru építését.

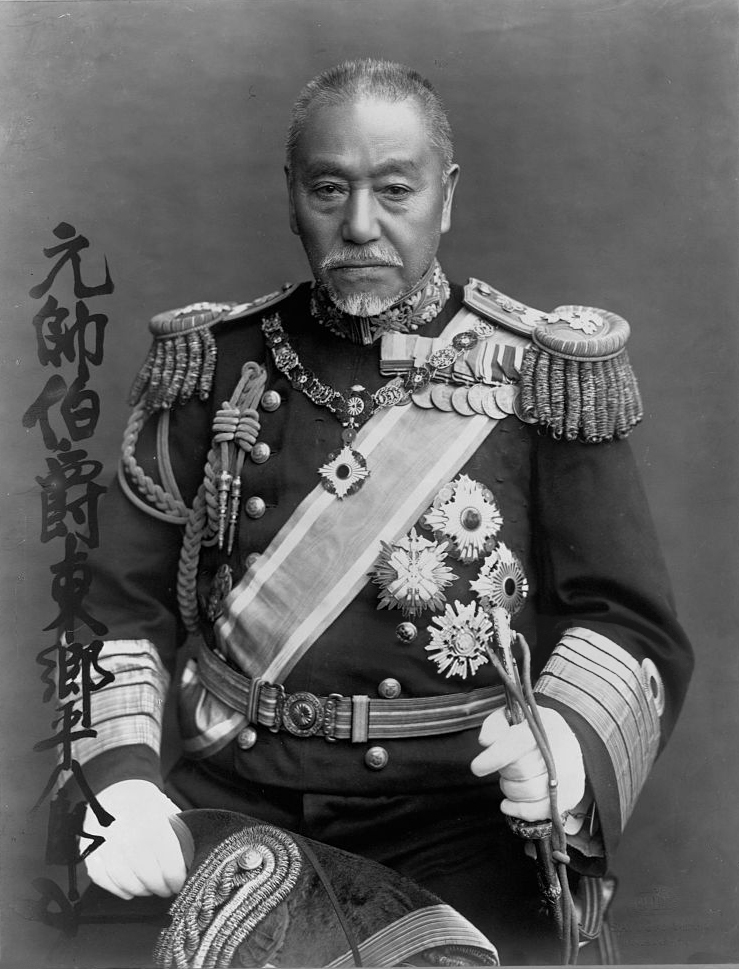
Tógó admirális

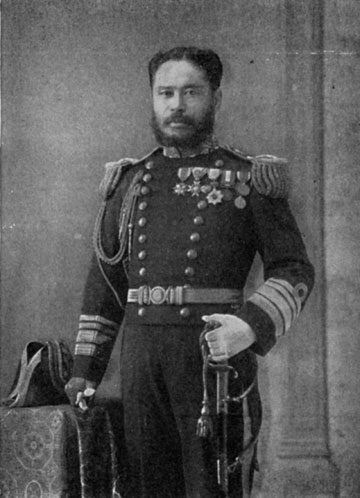
Jamamoto admirális 1904-ben

1854-ben, az Egyesült Államok Haditengerészetének tisztje, Perry hajórajkapitány elérte, hogy Japánt megnyissák a nemzetközi kereskedelem előtt és engedményeket szerzett idegen cégeknek. Ettől kezdve a Tokugava sógun kormánya sürgette a nyugati hajózási technikák átvételét. 1855-ben Nagaszakiban egy tengerészképző iskolát is nyitottak. A tanulókat nyugati hajózástudományi iskolákba küldték tapasztalatot szerezni, hagyományt teremtve a jövendőbeli vezetők külföldi képzésének. A leghíresebbek Enomoto Takeaki, Tógó Heihacsiró és később Jamamoto Iszoroku admirálisok. Francia tengerészeti mérnököket hívtak az országba, hogy építsenek fel olyan haditengerészeti fegyvergyárakat, mint a jokoszukai vagy a nagaszaki.
A Tokugava-rendszer 1867-es végével a sógun haditengerészete nyolc nyugati mintájú, gőzhajtású hajóval rendelkezett, a flotta zászlóshajója a Kaijó Maru volt. Ezeket a császárpárti erők ellen használták fel a Bosin háborúban, Enomoto tengernagy parancsnoksága alatt. Más hajókat Thomas Blake Gover épített Aberdeenben (a Jo So Maru, a Ho So Maru, és a Kagosima).

## Japán modernizációja

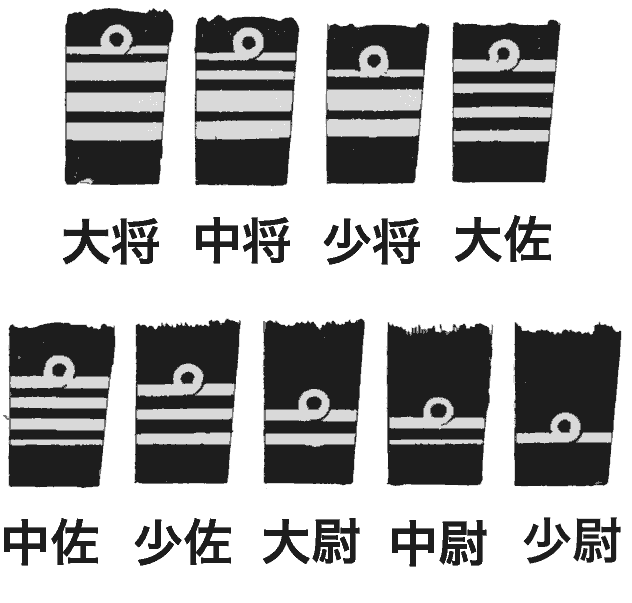
A Japán Császári Haditengerészet régi rendfokozati jelzései

1868-tól a visszaállított császári hatalom Meidzsi kezében volt, aki tovább folytatta a sógun kormányának iparosító és militarista politikáját. Meg akarta akadályozni, hogy az Amerikai Egyesült Államok és az európai nagyhatalmak elsöpörjék országa gazdasági önállóságát. A Meidzsi rendszerben Japán felépítette új haditengerészetét, nagyban a Brit Királyi Haditengerészet mintájára, és főleg a brit és francia szellemi kapacitás hozta létre. A hajók nagy részét is angol és francia hajógyárakban építették. 1869-ben, Japán megrendelést adott első modern páncélos hajójára. Ez lett a Kotecu, mindössze tíz évvel a La Gloire francia hadihajó után.
Japán folytatta a haditengerészet korszerűsítését és fejlesztését. Kína hasonlóan idegen segítséggel fejlesztette flottáját. 1886-ban, Emile Bertin, a Francia Haditengerészet mérnökét Japánba hívták, hogy megerősítse a flottát, és levezényelje a kurei és szaszebói arzenálok építését. Az 1894-95-ös első kínai–japán háború hivatalosan 1894. augusztus 1-jén kezdődött, de néhány tengeri incidens korábban is történt. A japán hajóhad letarolta Csing-dinasztia (Qing-dinasztia) északi flottáját, a Jalu folyó torkolatánál, a jalui csatában, szeptember 17-én, amikor a kínai flotta elvesztett tizenkettő hadihajójából nyolcat.
Más konfliktusokra készülődve, megkezdték a katonai erők növelését. Japán belefogott egy tízéves flottaépítési programba. Ez 109 hajó (összesen 200 000 tonna vízkiszorítás) szolgálatba állítását, és a személyi állomány 15 100-ról 40 800 főre növelését jelentette. Az új flotta:
- 6 csatahajó (mind brit építésű)
- 8 páncélos cirkáló (4 brit, 2 olasz, 1 német, 1 francia építésű)
- 9 cirkáló (5 japán, 2 brit, és 2 amerikai építésű)
- 24 romboló (16 brit, 8 japán építésű)
- 63 torpedónaszád (26 német, 10 brit, 17 francia, 10 japán építésű)

A Mikasza csatahajó korának és kategóriájának legfejlettebb hajója volt. A brit Vickers hajógyártól rendelték 1898-ban, 1902-től állt szolgálatban.
Az orosz–japán háborúban (1904–1905), a csuzimai csatában, a Mikasza vezette az egyesített japán flottát a harcba, ami a "legdöntőbb tengeri csata" néven vonult be a történelembe. Az orosz flottát szinte teljesen megsemmisítették: 38 hajóból 21 elsüllyedt, 7-et zsákmányoltak, 6-ot lefegyvereztek, 6106 embert írtak veszteséglistára, míg a japánok három torpedónaszádot, és 116 embert veszítettek.
A konfliktus után japán nemzeti hajógyártó ipart és megfelelő tapasztalattal és képességekkel rendelkező szellemi kapacitást épített ki, így az utolsó külföldi megrendelésük – a Vickers Shipyardstól – a Kongó csatacirkáló volt, 1913-ban. 1920-ra Japáné lett a világ harmadik legnagyobb flottája, és élen jártak a fejlesztésekben, mint például:
- A Japán Haditengerészet használt először drót nélküli kommunikációs rendszert, a csuzimai csatában.

- Az 1909-ben vízrebocsátott Szacuma csatahajó volt a legnagyobb a világon (a vízkiszorítást nézve).

- Fegyverzet területén az elsők voltak a 14, 16 és 18,1 hüvelykes hajóágyúk használatában.

- 1922-ben vízre bocsátották a Hósó repülőgép-hordozót, a világ első célirányosan épített ilyen egységét.

## A második világháborúban
A II. világháború előtti években a Japán Császári Haditengerészet főleg az Egyesült Államok elleni hadviselésre készült. A militarista terjeszkedés és a második kínai-japán háború 1937-es kitörése elidegenítette az Egyesült Államokat és az USA-ra egyre inkább Japán ellenségeként tekintettek.

### Áttekintés
A Japán Császári Haditengerészet a háború előtt és alatt tekintélyes kihívásokkal nézett szembe, valószínűleg nehezebbekkel, mint bármelyik más haditengerészet.
Japán, akárcsak Nagy-Britannia, teljesen a külföldi erőforrásokra volt utalva, hogy elláthassa gazdaságát. Ezért a császári haditengerészetre hárult a nyersanyagforrások (főleg a délkelet-ázsiai olaj és más nyersanyagok) biztosítása és védelmezése. Ezek messze estek a Japán szigetcsoporttól és idegen országok területén voltak (Nagy-Britannia, Egyesült Államok, Hollandia). Hogy ezt a feladatukat elláthassák, nagy hadihajók építésébe vált szükségessé, amik nagy hatótávolságúak, és messze az anyaország kikötőitől is képesek működni.

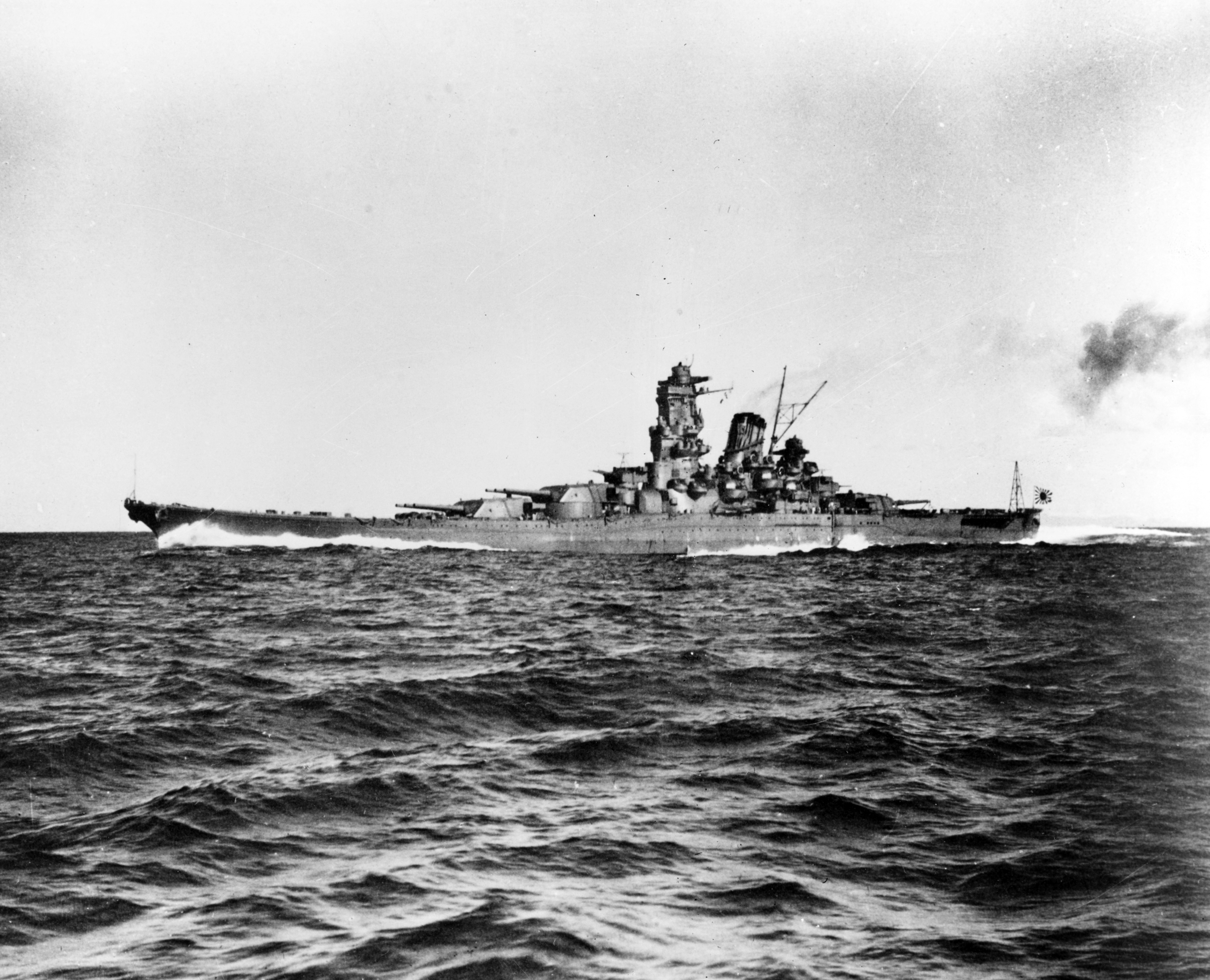
Jamato, 1941.

Hogy a japán terjeszkedő politikát ki tudják szolgálni, a legnagyobb haditengerészetekkel kellett szembenézniük. (Az 1921 november 12 - 1922 február 16 közötti washingtoni öthatalmi flottaegyezmény: a brit, amerikai és japán hajóhadak 5:5:3 arányú korlátozását fogadták el.) Szóval, számbeli hátrányban voltak a két legerősebb tengeri hatalommal szemben, és az ipari háttér is szerényebb volt (főleg az Egyesült Államokkal szemben). Ezért a kisebb, de jobb flotta fenntartása volt szükséges (kevesebb, de gyorsabb, erősebb hajó), agresszív harcászati eljárások (elsöpörni az ellenséget, a múltbéli konfliktusok receptje szerint). Azért, hogy a túlerőben lévő amerikai haditengerészettel sikerrel tudják felvenni a harcot, a japánok sok erőforrást mozgósított annak érdekében, hogy hajói, repülőgépei és fegyverzetük a jobbak legyenek, mint minden más haditengerészeté. Ennek tudható be, hogy a II. világháború kezdetén a Japán Haditengerészet a világ egyik legkifinomultabbja volt. Az agresszív harceljárások és az offenzív műveletek gyors sikerei miatt a védelmi jellegű mozgások fejlesztésével nem foglalkoztak elég mélyrehatóan, így nem tudták kellő erővel oltalmazni a hosszú hajózási útvonalaikat ellenséges tengeralattjárók ellen. Nem voltak tengeralattjáró-elhárító kísérőhajóik, és kísérő repülőgép-hordozóik.
A háború előtti években két nézet versengett: milyen hajók legyenek a flotta fő egységei? Az egyik nézet szerint a hatalmas csatahajók képesek győzelmet aratni az amerikaiak felett, míg mások a repülőgép-hordozók köré szervezték volna a flottát. Mindkét változathoz megvoltak a szükséges technológiák, mindkét hajótípus kivitelezhető volt. Egyik elképzelés sem érvényesült, mindkét hajótípusból volt a flottának, de nem volt elsöprő ereje az amerikai vetélytárshoz viszonyítva. A japán hajók gyengesége annak a tendenciának a következménye, hogy a washingtoni szerződés korlátozásai miatt a hajókba több fegyverzetet és erősebb motorokat építettek amik stabilitási és strukturális problémákhoz vezettek.
Annak ellenére, hogy az ellenségeskedések kezdetén Japán előnye megkérdőjelezhetetlen volt, az amerikaiaknak sikerült megszerezniük a műszaki és számbeli fölényt, köszönhetően jóval nagyobb hadigazdaságuk termelékenységének, a folyamatos mérnöki kutatásnak és fejlesztéseknek. A japán hadvezetés idegenkedése a totális tengeralattjáró-háborútól (kereskedelmi hajók és segédhajók elleni összehangolt támadások – lásd Rudeltaktik), valamint kommunikációs csatornáik elégtelen védelme (az amerikaiak által megfejtett adattitkosítási eljárásaik) egyaránt hozzájárult vereségükhöz.
A háború utolsó szakaszában a hadvezetés elkeseredett kamikaze (öngyilkos) akciókhoz nyúlt utolsó lehetőségként.

### Csatahajók
A haditengerészet továbbra is tekintélyes presztízst tulajdonított a csatahajóknak. Ezt jól példázza a történelem legnagyobb és legerősebb ilyen hajóinak, a Jamato osztálynak (Jamato és Muszasi hadihajók) megépítése és szolgálatba állítása 1941-től.

### Repülőgép-hordozók
Korán felismerték a repülőgép-hordozó hajókban rejlő óriási lehetőségeket, ezért a csendes-óceáni háborút tíz hordozóval kezdték. Ezek voltak a kor legnagyobb és legjobb hordozói. Az Egyesült Államoknak csak hat (ebből három a Csendes-óceánon), Nagy-Britanniának pedig csak három (ebből egy az Indiai-óceánon). A japán hordozók, mint a Sókaku és a Zuikaku az amerikai Saratoga és Yorktown valamint a brit Ark Royal testvérhajóinál is nagyobb teljesítményűek és jobb képességűek voltak, az amerikai Essex osztályú hajóegységek megjelenéséig.
A midwayi csatát követően, ahol négy hordozó veszett oda, mely hadászati-hadműveleti kárt a haditengerészet nem tudta többé kiheverni, nem volt már elég nagy számú, teljes értékű repülőgép-hordozó. Ez a helyzet ahhoz az ambiciózus tervhez vezetett, hogy kereskedelmi és más hadihajókat alakítottak át kis méretű, kísérő-hordozókká (pl.: Hijó és Sinano), ezzel elvonva a nyersanyag-szállítási flottától több értékes hajóegységet.

### Fedélzeti légierő
A Japán Császári Haditengerészet a háborút egy erős tengerészeti légierővel kezdte, aminek alapjául a korszak legjobb haditengerészeti vadászrepülőgépe szolgált, a Mitsubishi A6 Zero. A japán pilóták a háború elején magas harcértéket képviseltek, jól képzettek és harcedzettek voltak. A haditengerészetnek voltak harcászati bombázó-repülőerői is Mitsubishi G3M és G4M gépekkel felszerelve. A nevükhöz fűződik a Prince of Wales és a Repulse hadihajók elsüllyesztése. A történelemben először fordult elő, hogy hadihajókat repülőgépek süllyesszenek el.
Ahogy a háború folytatódott, a szövetségesek gyorsan megtalálták a japán gépek gyengéit. A japánok nagy hatótávolságúra építették a repülőgépeiket, így gyengén páncélozottak voltak. Az elégtelenül védett pilótafülkébe behatoló lövedékek azonnal a pilóta (akár súlyos) sebesülését vagy halálát okozhatták, továbbá elégtelen teljesítményű csillagmotorjaik negatívan befolyásolták a vadászrepülőgépek későbbi továbbfejlesztését is. Ezért az amerikaiak könnyen kialakíthattak olyan légiharc-eljárásokat, melyekkel a japán Zero-k hátrányait kiaknázva sikeresen léphettek fel velük szemben. A Leyte-öbölben elvesztett csata után jobbára öngyilkos kamikaze akciókra használták a repülőgépeiket és értékes repülőszemélyzetüket.

### Tengeralattjárók
A Japán Császári Haditengerészeté volt a II. világháború legvegyesebb tengeralattjáró flottája, az ember vezette torpedóktól (Kaiten), a kistengeralattjárókon (Kó-hjóteki, Kairjú), a közepes hatótávolságú tengeralattjárókon, a célirányosan tervezett ellátóhajókon át a nagy hatótávú hajókig. A Szentoku I–200 típusúak voltak a leggyorsabb hajók a II. világháború idején, míg mások a Szentoku I–400-asok, amelyek több bombázó repülőgépet is tudtak szállítani. A háború legjobb minőségű torpedóit használták, például az oxigén-meghajtású „Hosszú lándzsát”.
Fejlettségük ellenére a japán tengeralattjárók elég sikertelenek voltak a harcban. Általában támadó jellegű feladatokat kaptak, olyan hadihajók ellen vetették be őket, amelyek jól védettek voltak, gyorsak és könnyen manővereztek. 1942-ben a Császári Haditengerészet tengeralattjáróinak sikerült a tenger fenekére juttatni két amerikai repülőgép-hordozót, egy cirkálót, pár rombolót és más hadihajót, illetve megrongáltak néhány másikat. Ezeket az eredményeket nem tudták tartani, mert a szövetséges tengeralattjáró-elhárítás hatékonyabb és szervezettebb lett. Később a japán tengeralattjárók inkább az elfoglalt szigetek helyőrségeit ellátó szállítmányok szállításával vettek részt a háborúban, mint valódi harcokban. A háború alatt a japánok 1 millió tonnás (184 hajó) hajótérveszteséget okoztak az ellenséges országok kereskedelmi tengerészeteinek. Összehasonlításul Nagy-Britannia 1,5 millió bruttóregisztertonnájával (BRT, 493 hajó), az Egyesült Államokkal (4,65 millió BRT, 1079 hajó), és Németországgal (14,3 millió BRT, 2840 hajó).

## Önvédelmi Erők
Japán megadása után a teljes, megmaradt császári haderőt feloszlatták. Az 1947-es alkotmány értelmében Japán lemondott a háborúról és a katonai erőkről, mint egy nemzet jogáról, így nem állítottak fel új haditengerészetet.
Japán mai tengeri erői a Japán Önvédelmi Erők kötelékébe tartoznak mint Japán Tengerészeti Véderői.

## Képek

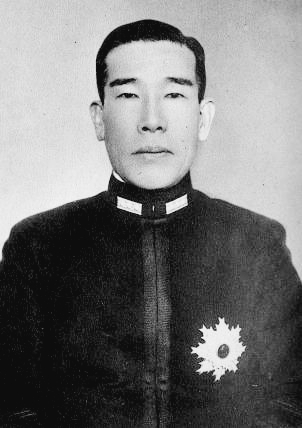
Haszegava Kijosi admirális
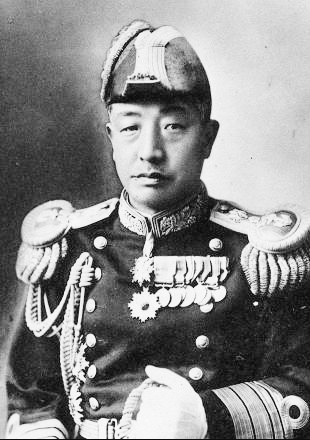
Siozava Kóicsi admirális
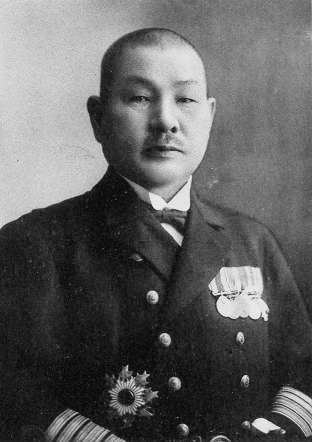
Tojoda Szoemu admirális
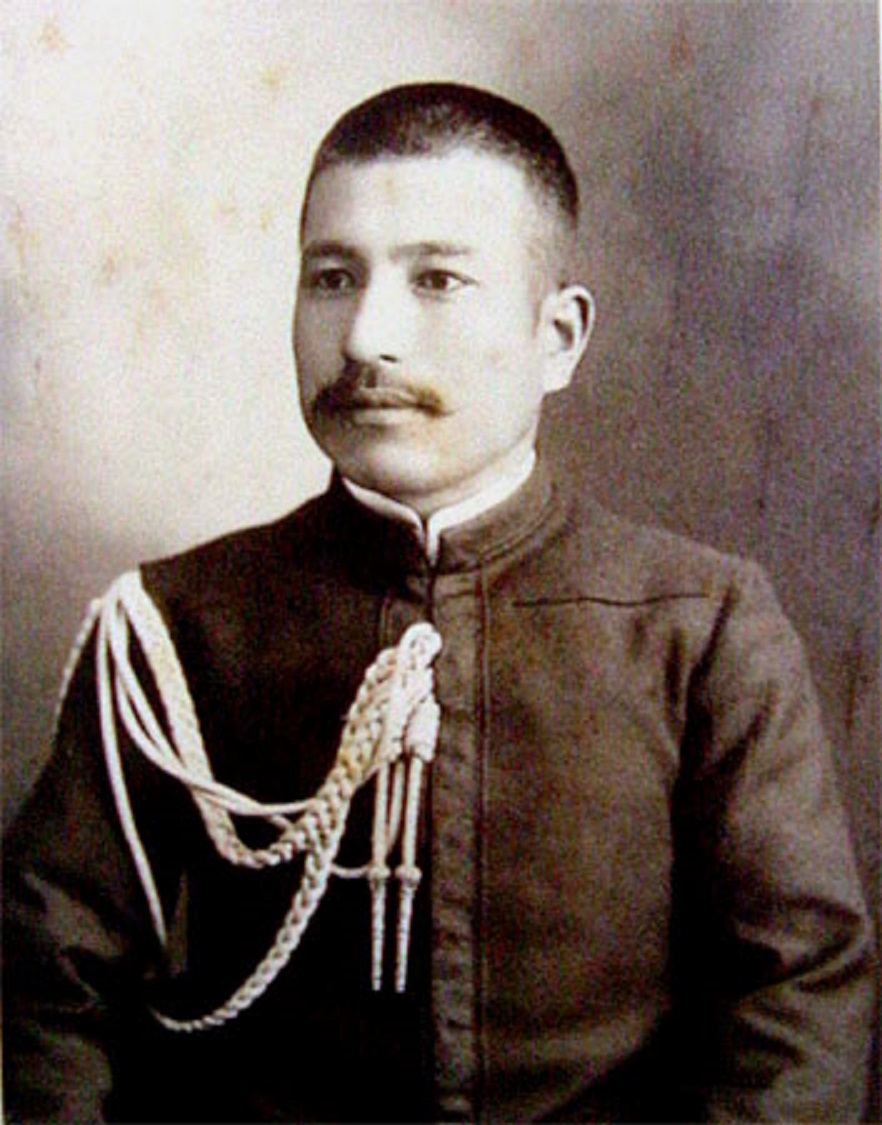
Akijama Szanejuki admirális
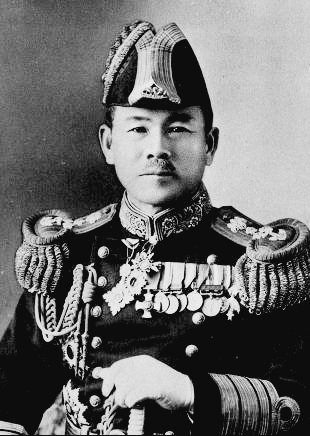
Tojoda Teidzsiró admirális

### Fordítás
- Ez a szócikk részben vagy egészben  az   Imperial Japanese Navy című angol Wikipédia-szócikk fordításán alapul.  Az eredeti cikk szerkesztőit annak laptörténete sorolja fel. Ez a jelzés csupán a megfogalmazás eredetét és a szerzői jogokat jelzi, nem szolgál a cikkben szereplő információk forrásmegjelöléseként.